# مرینداد د منتیخا
مرینداد د منتیخا (به اسپانیایی: Merindad de Montija) یک شهرستان در اسپانیا است.